# New York (lớp thiết giáp hạm)
Lớp thiết giáp hạm New York là một lớp thiết giáp hạm thế hệ dreadnought của Hải quân Hoa Kỳ; là loạt hai chiếc thứ năm được thiết kế, và đã phục vụ trong cả Chiến tranh Thế giới thứ nhất lẫn thứ hai. Đây là lớp tàu chiến đầu tiên của Hải quân Mỹ sử dụng dàn pháo chính cỡ nòng 355 mm (14 inch). Những con tàu này được thiết kế vào năm 1910, đặt lườn vào năm 1911, và hạ thủy vào năm 1912.
Trong Chiến tranh Thế giới thứ nhất, cả hai chiếc thiết giáp hạm trong lớp New York đều phục vụ tại khu vực Đại Tây Dương hộ tống các đoàn tàu vận tải Đồng Minh. Trong những năm giữa hai cuộc thế chiến, chúng được đại tu và cải tiến dàn hỏa lực phòng không, cùng tích cực tham gia huấn luyện nhân sự hải quân tại Thái Bình Dương. Vào giai đoạn Chiến tranh Thế giới thứ hai, cả hai chiếc đều phục vụ tại Đại Tây Dương và Thái Bình Dương, hộ tống các đoàn tàu vận tải, bắn phá các bãi biển chuẩn bị đổ bộ, và hỗ trợ hỏa lực cho lực lượng Lục quân và Thủy quân Lục chiến hoạt động trên bờ. Được cho ngừng hoạt động sau khi chiến tranh kết thúc, số phận của chúng tách rời nhau: New York được dùng như một mục tiêu thử nghiệm bom nguyên tử trong Chiến dịch Crossroads và cuối cùng bị đánh chìm như một mục tiêu tác xạ; trong khi Texas được trao tặng cho tiểu bang mà nó mang tên để sử dụng như một tàu bảo tàng.

## Bối cảnh
Thiết kế nguyên thủy của lớp New York, ban đầu được biết đến dưới tên gọi "thiết giáp hạm 1911", có nguồn gốc từ lớp Wyoming, được chấp thuận một năm trước đó. Dựa trên những quyết định của Hội nghị Newport, những chiếc Wyoming được thiết kế với sự tin tưởng rằng trong vòng vài năm sắp tới các thiết giáp hạm nước ngoài có thể có dàn pháo chính với cỡ nòng lớn hơn 305 mm (12 inch). Tuy nhiên, chúng được giữ lại cỡ pháo nhỏ hơn vì kiểu vũ khí 355 mm (14 inch) vẫn chưa hoàn tất việc chế tạo và thử nghiệm; và nếu kiểu pháo mới không hoạt động hoàn hảo, các con tàu sẽ không được nhận các khẩu pháo chính. Ủy ban Tướng lĩnh muốn tránh mọi sự trì hoãn việc đưa các con tàu ra phục vụ.
Năm 1910 Văn phòng Vũ khí Hải quân Mỹ đã thiết kế và thử nghiệm thành công kiểu hải pháo 355 mm (14 inch) của họ. Khẩu pháo mới có được độ chính xác cao và độ đồng nhất sơ đồ điểm đạn rơi. Sự dịch chuyển dự đoán trước sang cỡ pháo lớn hơn của các cường quốc hải quân đã được bắt đầu với kiểu hải pháo Anh Quốc BL 343 mm (13,5 inch) Mark V trên lớp thiết giáp hạm Orion; trong khi Hải quân Đức được ghi nhận chuyển từ cỡ 280 mm (11 inch) sang 305 mm (12 inch). Lớp New York trở thành thiết kế lớp thiết giáp hạm thứ 5 được hình thành, đồng thời lớp thứ 6 cũng được bắt đầu cho lớp Nevada. Cần lưu ý rằng cho đến lúc này chưa có chiếc thiết giáp hạm Mỹ thế hệ dreadnought nào thực sự hoạt động do vẫn còn trong một giai đoạn nào đó trong thiết kế hay chế tạo. Toàn bộ hàng thiết giáp hạm Mỹ thực ra được thiết kế trên bản vẽ dựa trên kinh nghiệm thiết kế thế hệ tiền-dreadnought hay từ những quan sát về thiết kế thiết giáp hạm nước ngoài.

## Thiết kế

### Vũ khí
Hai chiếc thiết giáp hạm mạnh mẽ này là những phiên bản cải tiến từ lớp Wyoming, khác biệt chính yếu là lớp New York có năm tháp pháo 355 mm (14 inch) nòng đôi thay cho sáu tháp pháo 305 mm (12 inch) nòng đôi. Hai tháp pháo được bố trí phía trước mũi và hai tháp pháo phía sau đuôi; trong khi một tháp pháo thứ năm được bố trí giữa tàu hướng nòng ra phía sau, và chỉ có thể bắn ngang mạn tàu. Tháp pháo giữa tàu và hầm đạn tỏ ra khó để làm mát một cách phù hợp do được bố trí ngay cạnh các ống dẫn hơi nước áp lực cao từ khu vực nồi hơi gần đó.

### Động cơ
Lớp New York là lớp cuối cùng sử dụng động cơ hơi nước ba buồng bành trướng đặt dọc (VTE). Việc bao gồm một hệ thống bôi trơn cưỡng bức các vòng bi xem ra hứa hẹn đưa đến sự bền bỉ mà động cơ VTE thường bị đánh mất ở cường độ hoạt động cao; và mang lại tầm hoạt động xa hơn đáng kể so với kiểu động cơ turbine hơi nước dẫn động trực tiếp mà kỹ thuật hàng hải có được vào lúc đó. Sự lựa chọn này thực ra không hoàn toàn khôn ngoan, vì kiểu động cơ VTE tiếp tục có những vấn đề trong hoạt động, và trong khi hải quân muốn quay trở lại dùng động cơ hơi nước, điều này chưa bao giờ được thực hiện.

### Vỏ giáp
Lớp tàu này vẫn tiếp nối sơ đồ vỏ giáp của lớp Wyoming với những cải tiến nhỏ; tiếp tục bộc lộ những hạn chế so với lớp lớp Nevada tiếp theo khi được thiết kế theo nguyên tắc "tất cả hoặc không có gì". Tuy nhiên, sự tiến bộ về tầm bắn của hải pháo nhờ vào việc cải tiến hệ thống kiểm soát hỏa lực đã không được hình dung đến, và nếu có cũng không đủ thời gian để tích hợp vào thiết kế hiện hữu. Lớp New York có đai giáp chính dày 305 mm (12 inch) giảm dần còn 254 mm (10 inch) và vỏ thép 165 mm (6,5 inch) bảo vệ các tháp súng và các ngăn bên trong.

### Nâng cấp
Vào giữa những năm 1920, cả hai chiếc trong lớp đều trải qua một đợt nâng cấp, bao gồm việc thay thế các nồi hơi đốt than bằng những chiếc đốt dầu, tháo bỏ một ống khói, trang bị các khẩu phòng không 76 mm (3 inch), thay thế cột buồm dạng lồng bằng cột ăn-ten ba chân, cùng các máy phóng và thiết bị dành cho ba máy bay.

## Lịch sử hoạt động

### New York
New York được đặt lườn vào ngày 11 tháng 9 năm 1911 bởi Xưởng hải quân Brooklyn tại New York. Nó được hạ thủy vào ngày 30 tháng 10 năm 1912, được đỡ đầu bởi Elsie Calder, và đưa ra hoạt động động vào ngày 15 tháng 4 năm 1914. Trong cuộc đời hoạt động, New York từng tham gia hộ tống các đoàn tàu vận tải đến châu Âu, và thường xuyên được giới quý tộc lãnh đạo châu Âu viếng thăm. Trong Chiến tranh Thế giới thứ hai, nó lại tiếp tục nhiệm vụ hộ tống các đoàn tàu vận tải, cũng như bắn phá các bãi biển chuẩn bị cho các cuộc đổ bộ tại Bắc Phi và tại Thái Bình Dương. Được cho ngừng hoạt động sau khi chiến tranh kết thúc, New York được dùng như mục tiêu thử nghiệm bom nguyên tử trong Chiến dịch Crossroads; và sau khi chịu được hai vụ nổ trên không và dưới nước, nó được kéo về Trân Châu Cảng để khảo sát. Cuối cùng vào năm 1948 nó được kéo ra biển và bị đánh chìm như một mục tiêu tác xạ.

### Texas
Texas được đặt lườn vào ngày 17 tháng 4 năm 1911 tại Newport News, Virginia. Nó được hạ thủy vào ngày 18 tháng 5 năm 1912 và đưa vào hoạt động ngày 12 tháng 3 năm 1914 dưới quyền chỉ huy của Thuyền trưởng Đại tá Hải quân Albert W. Grant. Trong cuộc đời hoạt động, Texas từng hiện diện tại vùng biển ngoài khơi Mexico sau "Sự kiện Tampico" và tham gia hộ tống các đoàn tàu vận tải vượt Đại Tây Dương trong Chiến tranh Thế giới thứ nhất. Khi Hoa Kỳ chính thức tham gia Chiến tranh Thế giới thứ hai vào năm 1941, Texas tiếp nối vai trò hộ tống các đoàn tàu vận tải Đồng Minh; rồi sau đó bắn phá các bãi biển do phe Trục chiếm giữ trong Chiến dịch Bắc Phi cũng như trong cuộc Đổ bộ Normandy trước khi được chuyển sang  Mặt trận Thái Bình Dương vào cuối năm 1944 bắn pháo hỗ trợ cho các cuộc chiếm đóng Iwo Jima và Okinawa. Được cho ngừng hoạt động vào năm 1948, Texas được trao tặng cho tiểu bang mà nó mang tên, và được mở như một tàu bảo tàng tại Houston cùng năm đó.

### Những mốc sự kiện lớn
- Trong những năm 1916-1917, cả hai chiếc đều phục vụ cùng Hải đội Thiết giáp hạm 6 thuộc Hạm đội Grand Anh Quốc. Trong thời gian này Texas là thiết giáp hạm Mỹ đầu tiên được trang bị một bệ máy bay.
- Ngày 12 tháng 11 năm 1918, cả hai chiếc đều có mặt khi Hạm đội Biển khơi Đức đầu hàng tại Scapa Flow.
- Ngày 20 tháng 5 năm 1937, New York hiện diện trong buổi lễ Đăng quang của Vua George VI của Anh.
- Năm 1940 cả hai chiếc hoạt động cùng hạm đội Đại Tây Dương, hộ tống các đoàn tàu vận tải và bắn pháo hỗ trợ cho cuộc đổ bộ lên Casablanca.
- Texas tiếp tục bắn pháo hỗ trợ cho các cuộc đổ bộ tại Normandy và miền Nam nước Pháp.
- Sau cuộc đổ bộ Normandy, cả hai chiếc thiết giáp hạm được chuyển sang Hạm đội Thái Bình Dương, tham gia bắn pháo hỗ trợ cho các cuộc đổ bộ lên Okinawa và Iwo Jima, nơi New York bị một máy bay Kamikaze đánh trúng.
- Sau chiến tranh, New York được dùng trong việc thử nghiệm bom nguyên tử, rồi bị đánh chìm như mục tiêu tác xạ vào năm 1948.
- Texas được trao tặng cho tiểu bang Texas như một đài tưởng niệm tại Công viên Tiểu bang San Jacinto gần Houston. Texas là kiểu mẫu cuối cùng còn lại của các thiết giáp hạm Mỹ thời Đệ Nhất thế chiến.
- New York được tặng thưởng ba Ngôi sao chiến đấu, trong khi Texas nhận được năm Ngôi sao cùng Huân chương Phục vụ Chiếm đóng Hải quân.

## Những chiếc trong lớp
| Tàu      | Đặt lườn            | Hạ thủy              | Hoạt động           | Số phận                                                                                     |
| New York | 11 tháng 9 năm 1911 | 30 tháng 10 năm 1912 | 15 tháng 4 năm 1914 | Ngừng hoạt động 29 tháng 8 năm 1946; bị đánh chìm ngoài khơi Hawaii ngày 8 tháng 7 năm 1948 |
| Texas    | 17 tháng 4 năm 1911 | 18 tháng 5 năm 1912  | 12 tháng 3 năm 1914 | Ngừng hoạt động năm 1948; được bảo tồn như một tàu bảo tàng tại Texas                       |